# Donzaleigh Abernathy

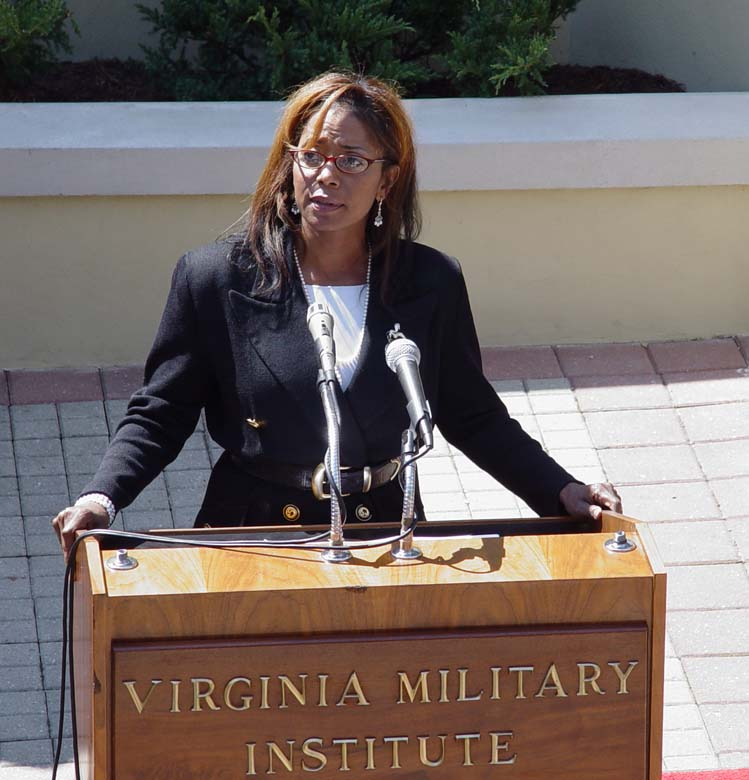
Donzaleigh Abernathy während einer Rede am Virginia Military Institute (2003)

Donzaleigh Avis Abernathy [ˈæbɚnæθɪ] (* 5. August 1957 in Montgomery, Alabama) ist eine US-amerikanische Schauspielerin und Autorin.

## Familiäre Abstammung

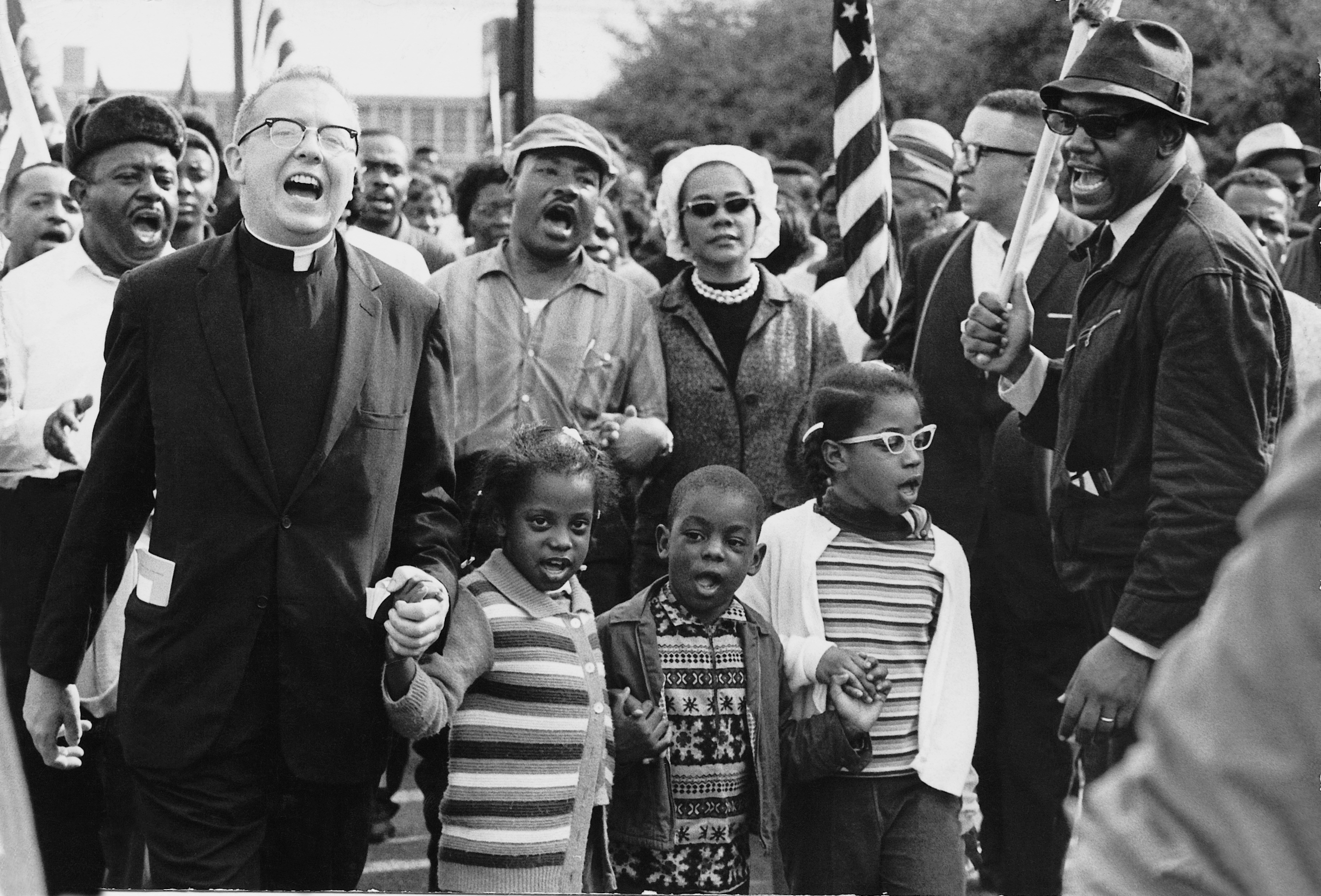
Donzaleigh Abernathy als Kind (vorne links) mit ihren Geschwistern und ihren Eltern während einer Demonstration im Rahmen des Civil rights movement (1965)

Donzaleigh Abernathy ist die jüngste Tochter des Bürgerrechtlers Ralph Abernathy, welcher ab 1955, bald als enger Freund von Martin Luther King, jr., an der Bürgerrechtsbewegung zur Gleichberechtigung von Afroamerikanern (Civil rights movement) teilnahm. Dieser Umstand war zudem Grundlage für ihr Buch Partners to History, welches sie 2003 parallel zu ihrer Schauspieltätigkeit schrieb.

## Filmografie (Auswahl)
- 1990: Murder in Mississippi  (Fernsehserie)
- 1990: Ghost Dad – Nachrichten von Dad (Ghost Dad)
- 1992: Kampf um Georgia (Grass Roots, Fernsehserie)
- 1994: Der lange Weg aus der Nacht (Out of Darkness, Fernsehserie)
- 1994: Ferien total verrückt (Camp Nowhere)
- 1994: Family Album (Fernsehserie)
- 1995: Night of Running Man
- 1997: Don King: Only in America
- 1998: Sturm über Mississippi (The Tempest, Fernsehserie)
- 1998–2002: Alabama Dreams (Fernsehserie) (53 Folgen)
- 2003: 24 (Fernsehserie, Folge 2x10, 2x11)
- 2003: Gods and Generals
- 2005: The Closer (Fernsehserie, Episode 1x6)
- 2005–2006: Welcome, Mrs. President (Commander in Chief, Fernsehserie) (6 Folgen)
- 2006: Verbraten und Verkauft (Grilled)
- 2006: Dr. House (Dr. House M.D., Fernsehserie, Folge 2x13)
- 2008: CSI: Den Tätern auf der Spur (CSI: Crime Scene Investigation, Fernsehserie, Folge 8x17)
- 2012: The Walking Dead (Fernsehserie, Folge 3x3, 3x8)
- 2015: Suits (Fernsehserie, 2 Folgen)

## Veröffentlichungen
- Partners to History: Martin Luther King Jr., Ralph David Abernathy, and the Civil Rights Movement, Crown, 2003, ISBN 978-0-609-60914-9.